# Bennettisca xenophon
Bennettisca xenophon är en stekelart som beskrevs av John S. Noyes 2004. Bennettisca xenophon ingår i släktet Bennettisca och familjen sköldlussteklar.
Artens utbredningsområde är:
- Belize.
- Costa Rica.
- Ecuador.

Inga underarter finns listade.